# Bahnstrecke Halberstadt–Blankenburg
| Streckennummer (DB): | 6866                 |                                      |                                      |
| Kursbuchstrecke (DB): | 328                  |                                      |                                      |
| Kursbuchstrecke: | 182a (1934)          |                                      |                                      |
| Streckenlänge: | 18,9 km              |                                      |                                      |
| Spurweite: | 1435 mm (Normalspur) |                                      |                                      |
| Streckenklasse: | D4                   |                                      |                                      |
| Streckengeschwindigkeit: | 80 km/h              |                                      |                                      |
| Zugbeeinflussung: | PZB                  |                                      |                                      |
| |                      |                                      |                                      |
| \| \| \| von Magdeburg Hbf \| \| \| \| \| von Vienenburg \| \| \| \| 0,130 \| Halberstadt Hbf \| Halberstadt Hbf \| \| \| \| nach Halle (Saale) Hbf \| \| \| \| \| von Abzw Halberstadt Ost \| \| \| \| \| Bundesstraße 79 \| \| \| \| 2,660 \| Harsleben (ehem. Abzw) \| Harsleben (ehem. Abzw) \| \| \| \| Anst VEB Maschinenbau Halberstadt \| \| \| \| 2,960 \| Halberstadt Oststraße \| Halberstadt Oststraße \| \| \| \| Kreuzung mit Straßenbahn Halberstadt \| \| \| \| \| Kreuzung mit Straßenbahn Halberstadt \| \| \| \| 4,090 \| Halberstadt-Spiegelsberge \| Halberstadt-Spiegelsberge \| \| \| \| Anst Komplexlager 12 \| \| \| \| 9,759 \| Langenstein \| Langenstein \| \| \| \| nach und von Minsleben \| \| \| \| 14,734 \| Börnecke (Harz) \| Börnecke (Harz) \| \| \| 16,50 \| nach Quedlinburg \| nach Quedlinburg \| \| \| \| Anst Bundeswehr \| \| \| \| \| Bundesautobahn 36 \| \| \| \| \| von Quedlinburg \| \| \| \| \| Rübelandbahn nach und von Tanne \| \| \| \| 18,880 \| Blankenburg (Harz) \| Blankenburg (Harz) \| |                      |                                      |                                      |
| Strecke |                      | von Magdeburg Hbf                    | von Magdeburg Hbf                    |
| Abzweig geradeaus und von rechts |                      | von Vienenburg                       | von Vienenburg                       |
| Bahnhof | 0,130                | Halberstadt Hbf                      | Halberstadt Hbf                      |
| Abzweig geradeaus und nach links |                      | nach Halle (Saale) Hbf               | nach Halle (Saale) Hbf               |
| Abzweig geradeaus und von links |                      | von Abzw Halberstadt Ost             | von Abzw Halberstadt Ost             |
| Bahnübergang |                      | Bundesstraße 79                      | Bundesstraße 79                      |
| Dienststation / Betriebs- oder Güterbahnhof | 2,660                | Harsleben (ehem. Abzw)               | Harsleben (ehem. Abzw)               |
| Abzweig geradeaus und ehemals nach links |                      | Anst VEB Maschinenbau Halberstadt    | Anst VEB Maschinenbau Halberstadt    |
| Haltepunkt / Haltestelle | 2,960                | Halberstadt Oststraße                | Halberstadt Oststraße                |
| Kreuzung mit U-Bahn |                      | Kreuzung mit Straßenbahn Halberstadt | Kreuzung mit Straßenbahn Halberstadt |
| Kreuzung mit U-Bahn |                      | Kreuzung mit Straßenbahn Halberstadt | Kreuzung mit Straßenbahn Halberstadt |
| Bahnhof | 4,090                | Halberstadt-Spiegelsberge            | Halberstadt-Spiegelsberge            |
| Abzweig geradeaus und ehemals nach links |                      | Anst Komplexlager 12                 | Anst Komplexlager 12                 |
| Bahnhof | 9,759                | Langenstein                          | Langenstein                          |
| Abzweig geradeaus, ehemals nach rechts und ehemals von rechts |                      | nach und von Minsleben               | nach und von Minsleben               |
| Haltepunkt / Haltestelle | 14,734               | Börnecke (Harz)                      | Börnecke (Harz)                      |
| Abzweig geradeaus und ehemals nach links | 16,50                | nach Quedlinburg                     | nach Quedlinburg                     |
| Abzweig geradeaus und ehemals von rechts |                      | Anst Bundeswehr                      | Anst Bundeswehr                      |
| Brücke |                      | Bundesautobahn 36                    | Bundesautobahn 36                    |
| Abzweig geradeaus und ehemals von links |                      | von Quedlinburg                      | von Quedlinburg                      |
| Abzweig geradeaus, nach rechts und von rechts |                      | Rübelandbahn nach und von Tanne      | Rübelandbahn nach und von Tanne      |
| Kopfbahnhof Streckenende | 18,880               | Blankenburg (Harz)                   | Blankenburg (Harz)                   |

Die Bahnstrecke Halberstadt–Blankenburg ist eine nicht elektrifizierte, eingleisige Bahnstrecke, die von Halberstadt über Langenstein und Börnecke nach Blankenburg führt. Am Bahnhof Blankenburg (Harz) schließt die Rübelandbahn an die Strecke an. Bis 1968 gab es einen Abzweig nach Derenburg. Die Zweigstrecke führte ursprünglich bis Minsleben.

## Geschichte

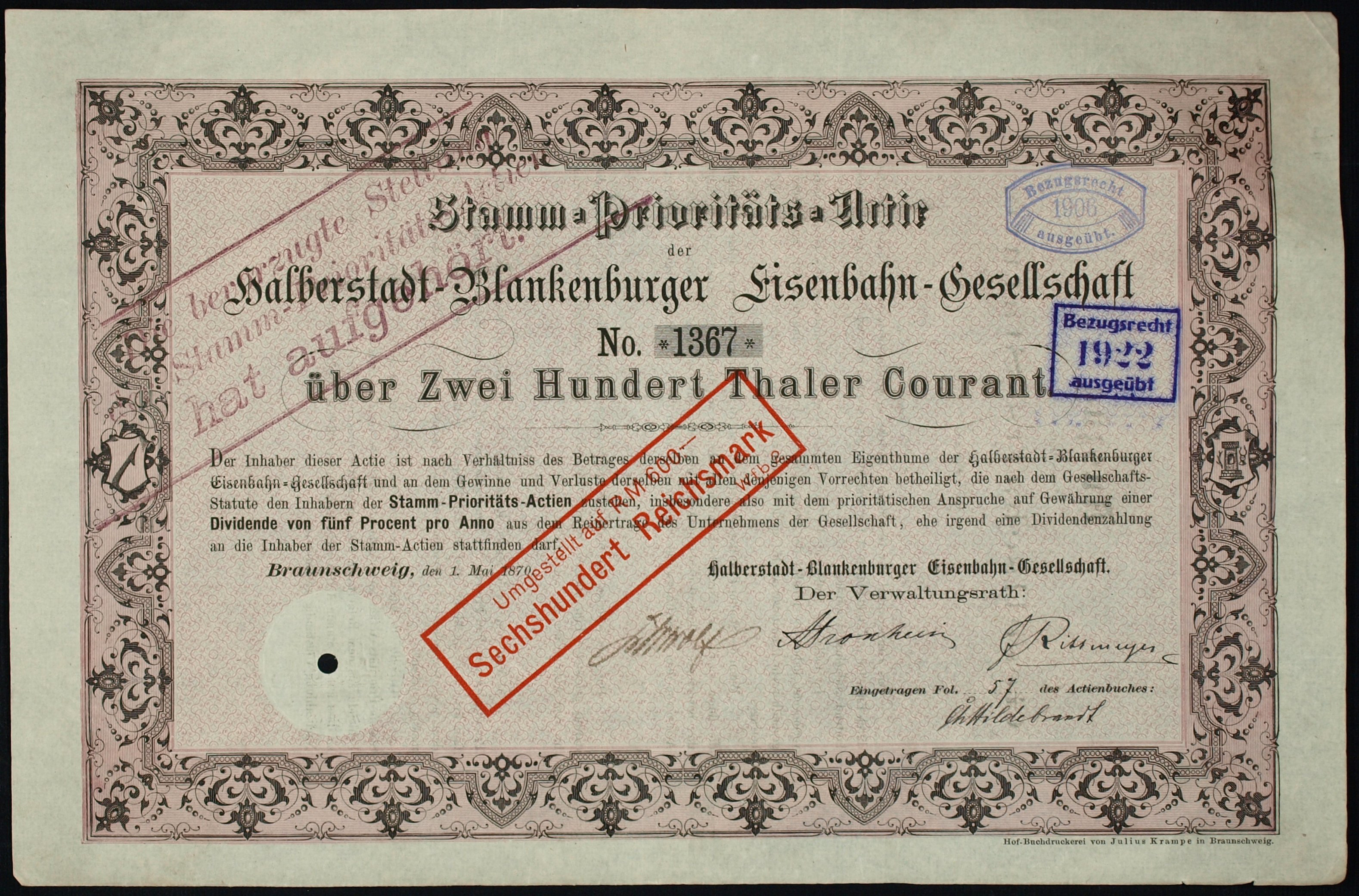
Stamm-Prioritäts-Actie über 200 Thaler Courant der Halberstadt-Blankenburger Eisenbahn-Gesellschaft vom 1. Mai 1870

Baubeginn für die erste Strecke der Halberstadt-Blankenburger Eisenbahn (HBE) war am 28. Juli 1870, eröffnet wurde die Hauptbahn am 31. März 1873. Am 12. Juli 1875 kam noch ein rund 3 km langes Anschlussgleis zur Blankenburger Hütte hinzu.
Da der Betrieb als Hauptbahn große Betriebsausgaben verursachte, wurde die Strecke 1877 in eine Nebenbahn umgewandelt. Damit konnten unter anderem zahlreiche Bahnwärter an Bahnübergängen eingespart werden.
Zum 29. Mai 2025 wurde der Bahnhof Börnecke zum Haltepunkt und das dortige Stellwerk außer Betrieb genommen, da die Gleisfreimeldeanlage abgängig war.

## Betrieb

### Güterverkehr
Reger Güterverkehr findet durch die Kalkwerke an der Rübelandbahn statt. Bis zur Abschaltung der Oberleitung der Rübelandbahn 2005 musste in Blankenburg von Elektrolokomotiven auf Diesellokomotiven – meistens auf die Baureihe 232 oder Baureihe 241 – umgespannt werden. Diese Loks übernahmen dann den Weitertransport in Richtung Halberstadt. Um einen Fahrtrichtungswechsel in Blankenburg zu vermeiden, existiert nördlich des Bahnhofs eine Umfahrungskurve.

### Personenverkehr
Personenverkehr findet auf der Strecke im Stundentakt statt. Nach 1989 wurde oft die Baureihe 202 zur Bespannung von Personenzügen eingesetzt. Seit 2000 wurden die Personenzüge von Halberstadt bis Elbingerode an der Rübelandbahn durchgebunden. Es kamen Wendezüge, bespannt mit Dieselloks der DB-Baureihe 218, zum Einsatz. 2005 übernahm die Connex Sachsen Anhalt (ab 2015 Transdev Sachsen-Anhalt) unter dem Namen Harz-Elbe-Express den Betrieb. Seitdem kamen vorwiegend LINT-27-Triebwagen zum Einsatz. Am 9. Dezember 2018 erfolgte ein neuerlicher Betreiberwechsel zum Unternehmen Abellio Rail Mitteldeutschland, welches durchgehend LINT-41-Triebwagen einsetzt.

## Sonstiges
Eine Besonderheit der Strecke besteht darin, dass in Halberstadt zweimal die Gleise der Halberstädter Straßenbahn gekreuzt werden.